# Sugar Blue
James Joshua Whiting (Harlem, 16 de diciembre de 1949), conocido profesionalmente como Sugar Blue, es un armonicista de blues estadounidense. Es conocido por tocar en el álbum de los Rolling Stones de 1978, Some Girls, y por su asociación con el guitarrista de blues Louisiana Red.
El Chicago Tribune dijo: "El sonido de la armónica de Sugar Blue podría traspasar cualquier noche... es el sonido de un músico que trasciende las supuestas limitaciones de su instrumento."

## Trayectoria
Whiting nació en la ciudad de Nueva York en 1949. A mediados de la década de 1970, tocó como músico de sesión en Too Wet to Plough (1975) de Johnny Shines. También colaboró con Roosevelt Sykes. Mientras estaba en compañía de este último, conoció a Louisiana Red, y los dos realizaron una gira y grabaron en 1978.
Siguiendo el consejo de Memphis Slim, a finales de la década de 1970, Whiting viajó a París, Francia. Según Ronnie Wood, Mick Jagger encontró a Whiting tocando en la calle en las calles de la ciudad. Esto lo llevó a tocar en varios de los temas de los álbumes Some Girls y Emotional Rescue de los Rolling Stones: " Some Girls", "Send It to Me", "Down in the Hole" y "Miss You".
El trombonista Mike Zwerin respaldó a Whiting en su álbum debut en solitario, Crossroads (1979). Tras el lanzamiento de From Chicago to Paris (1982), Whiting se unió al Chicago Blues All Stars de Willie Dixon. En 1984, la canción de Whiting "Another Man Done Gone" apareció en el álbum recopilatorio Blues Explosion. Ganó un Grammy en 1985 al Mejor Álbum de Blues Tradicional.
En 1987 Whiting apareció con Brownie McGhee en la película Angel Heart.
Como músico secundario Whiting se unió a la grabación con Willie Dixon en el  album Hidden Charms (1988) que llegó a ganar un premio Grammy.
Su siguiente álbum, Blue Blazes, fue lanzado en 1994 e incluía su versión de "Miss You". Le siguieron In Your Eyes (1995) y Code Blue (2007).
Tocó en el álbum Down Too Long, de Southside Denny and the Skintones, en 1988. El siguiente álbum de Whiting, Threshold, fue lanzado por Beeble Music el 26 de enero de 2010.
En el Chicago Tribune, el crítico musical Howard Reich escribió: "No hay duda del virtuosismo incendiario de Sugar Blue. La velocidad y la ferocidad de su forma de tocar van acompañadas de su inventiva, con Blue llenando casi cada frase de trinos, glissandos, grupos y acordes. A veces, suena como si dos arpas estuvieran trabajando a la vez... intenso, melódicamente adornado, puntuado por gruñidos y tonos pronunciados, es el sonido de un músico que trasciende las limitaciones de su instrumento."

## Discografía

### Álbumes
| Year | Title                 | Label                      | Number            | Notes                                              |
| 1978 | Red, Funk and Blue    | Black Panther              | BP-1001           | Duo with Louisiana Red                             |
| 1979 | King Bee              | JSP                        | 1006              | Duo with Louisiana Red                             |
| 1980 | Crossroads            | Blue Silver                | BS-3004           | France; recorded 1979                              |
| 1982 | From Chicago to Paris | Blue Silver                | BS-3012, BS-3332  | France; recorded 1980 with Slim Pezin, Earl Howell |
| 1984 | High Voltage Blues    | JSP                        | 1081              | with Louisiana Red                                 |
| 1988 | Hidden Charms         | Capitol                    | 90595             | As sideman with Willie Dixon                       |
| 1993 | Absolutely Blue       | Seven Seas/King            | KICP-341          | Japan, recorded 1982                               |
| 1994 | Blue Blazes           | Alligator                  | AL-4819           | Reissue of Absolutely Blue                         |
| 1995 | In Your Eyes          | Seven Seas/King; Alligator | KICP-426; AL-4831 |                                                    |
| 2006 | Right Now             | Kozel                      |                   | Switzerland; George Kay Band featuring Sugar Blue  |
| 2007 | Code Blue             | Beeble                     | 801               |                                                    |
| 2010 | Threshold             | Beeble                     | 802               |                                                    |
| 2012 | Raw Sugar - Live      | Beeble                     | 803               |                                                    |
| 2016 | Blue Voyage           | M.C. Records               | 0079              |                                                    |
| 2019 | Colors                | Beeble                     | 805               |                                                    |

### Recopilaciones y reediciones
| Año  | Título                                     | Etiqueta                                  | Número                   | Notas |
| 1979 | Estrellas de las calles                    | Whale Productions / Egg Records (Francia) | Huevo 900582 Compilación | Se grabaron actuaciones de varios músicos callejeros en vivo al aire libre en las calles y parques de la ciudad de Nueva York. Pista 1 : "Pontiac Blues" de Sugar Blue |
| 1980 | Gala de Jazz '80                           | Reino Jazz                                | Puerta 7010              | Grabado en el Palm Beach Casino, Cannes, Francia. |
| 1984 | Blues Explosion (varios artistas)          | atlántico                                 | 80149                    | Ganador del Grammy; grabado en vivo en Montreux, julio de 1982 |
| 1992 | De París a Chicago                         | Colección EPM Blues                       | 756                      | Reedición de Encrucijada y De Chicago a París |
| 1998 | El espectro del blues del rojo de Luisiana | JSP                                       | 803                      | grabación del Reino Unido |
| 2007 | Otro hombre desaparecido                   | WNTS/Creer en lo digital                  | Descargar mp3            | Reedición de Encrucijada y De Chicago a París |